# Schwedenhöhlen (Rohrwald)

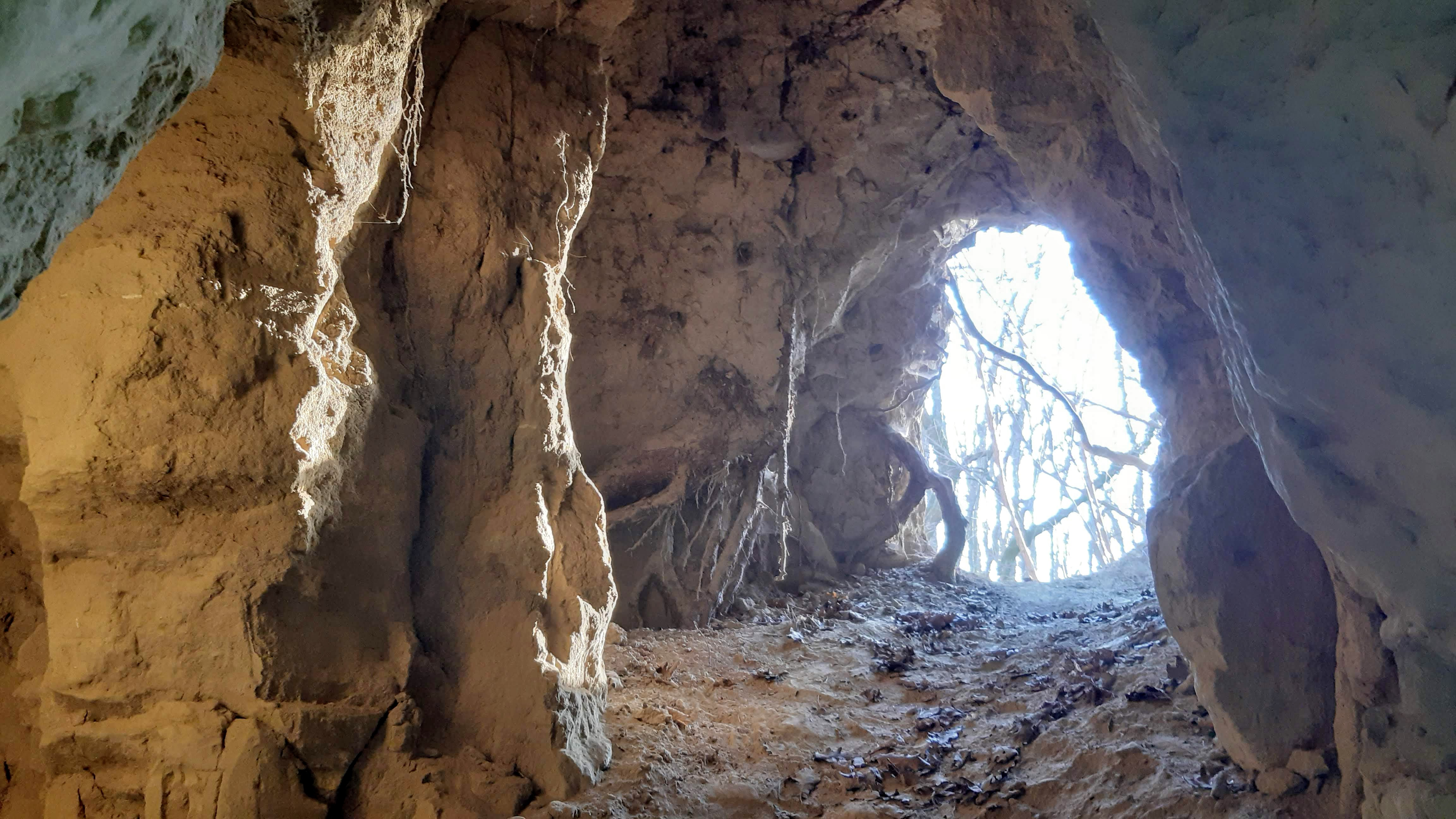
Blick aus einer Schwedenhöhle

Die Schwedenhöhlen (im Volksmund auch Schwedenlöcher) sind Erdställe (mittelalterliche unterirdische Gänge) im Rohrwald in der Gemeinde Harmannsdorf in Niederösterreich.

## Geschichte

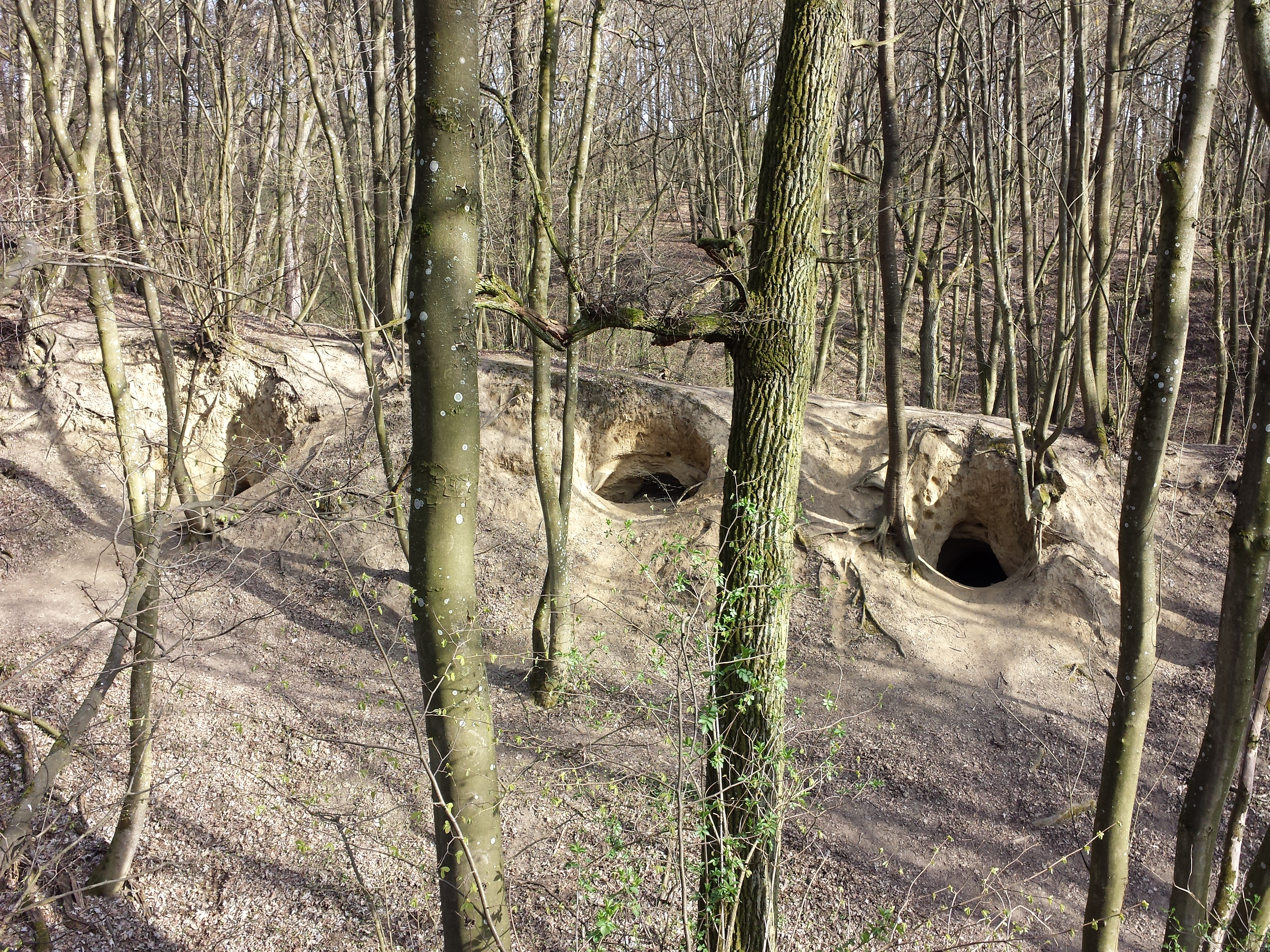
Drei sichtbare Zugänge

Die künstlich angelegten Höhlen im Lößboden tragen ihren Namen, weil die Bevölkerung der umliegenden Dörfer in der Zeit der Schwedenkriege in diesen Erdställen Zuflucht suchte, kurz bevor der Schwedengeneral Torstenson 1645 die Stadt Korneuburg besetzte. Die Erdställe sind jedoch wesentlich älter und dienten schon als Zufluchtsort vor einfallenden Hussiten, Türken und Ungarn. Auch während der Koalitionskriege und zuletzt in den letzten Kriegswochen des Zweiten Weltkriegs dienten die Schwedenhöhlen noch als Zufluchtsstätte. 
Im Klosterneuburger Stiftsurbar vom Jahre 1258 findet sich der Name „Burgstall“ als Bezeichnung eines Berges im Rohrbacher Gebiet.
Heutzutage sind die Schwedenhöhlen im Besitz der Forstverwaltung des Stift Klosterneuburg.

## Beschreibung

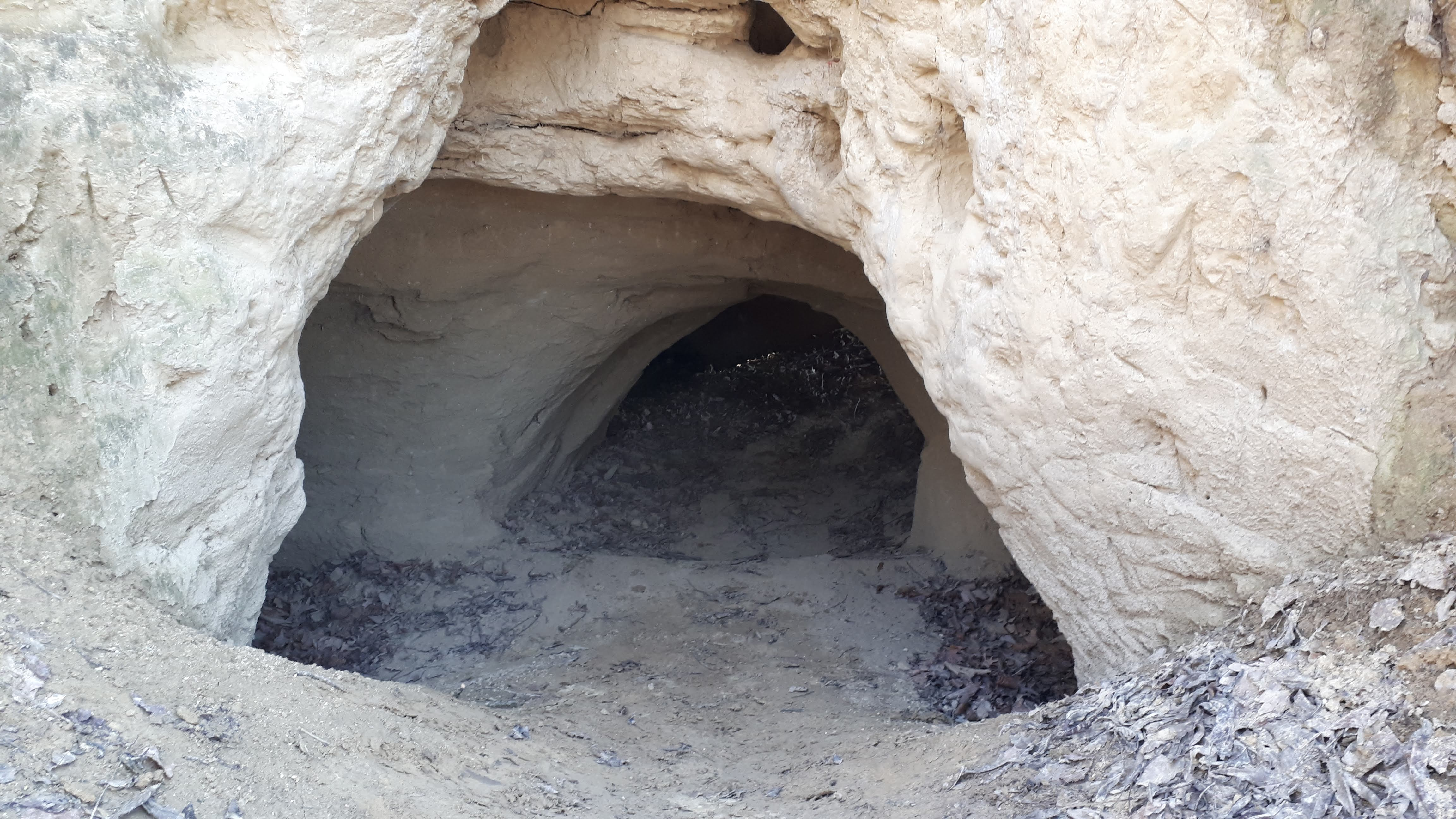
Einer der Eingänge von außen

Die Schwedenhöhlen sind mit teilweise verzierten Nischen, kleinen Kammern und Sitzbänken ausgestattet. Eine Höhle hat sogar einen kuppelartigen Raum mit Sitznischen und einer verzierten Säule. Edith Bednarik hat im August 1990 alle damals vorhandenen Erdställe befahren und in Wort und Bild dokumentiert. Die Schwedenhöhlen wurden bereits 1975 durch R. Schmid und W. Poschko sowie 1955 der zentrale Erdstall am Ende des Tales durch E. Solar, H. Riedl, E. Holzschuh, H. Fielhauer und K. Schneider vermessen. Anhand der Vermessungen ist gut dokumentiert, dass Eingänge durch Witterung und Bewuchs teilweise verfallen, aber auch zeitweise verschüttete Eingänge wieder freigelegt werden.
Neben den natürlichen Einwirkungen trägt aber auch der Mensch wissentlich oder teilweise auch unwissentlich zum Verfall der Erdställe bei. So wurden in den 1970er Jahren zum Zweck der touristischen Erschließung die typischerweise sehr kleinen Höhleneingänge erweitert, was zu einem noch rascheren Niedergang der Höhlen durch verstärkte Benutzung und auch durch verstärkte Erosion führte.

## Künstlerische Auseinandersetzung

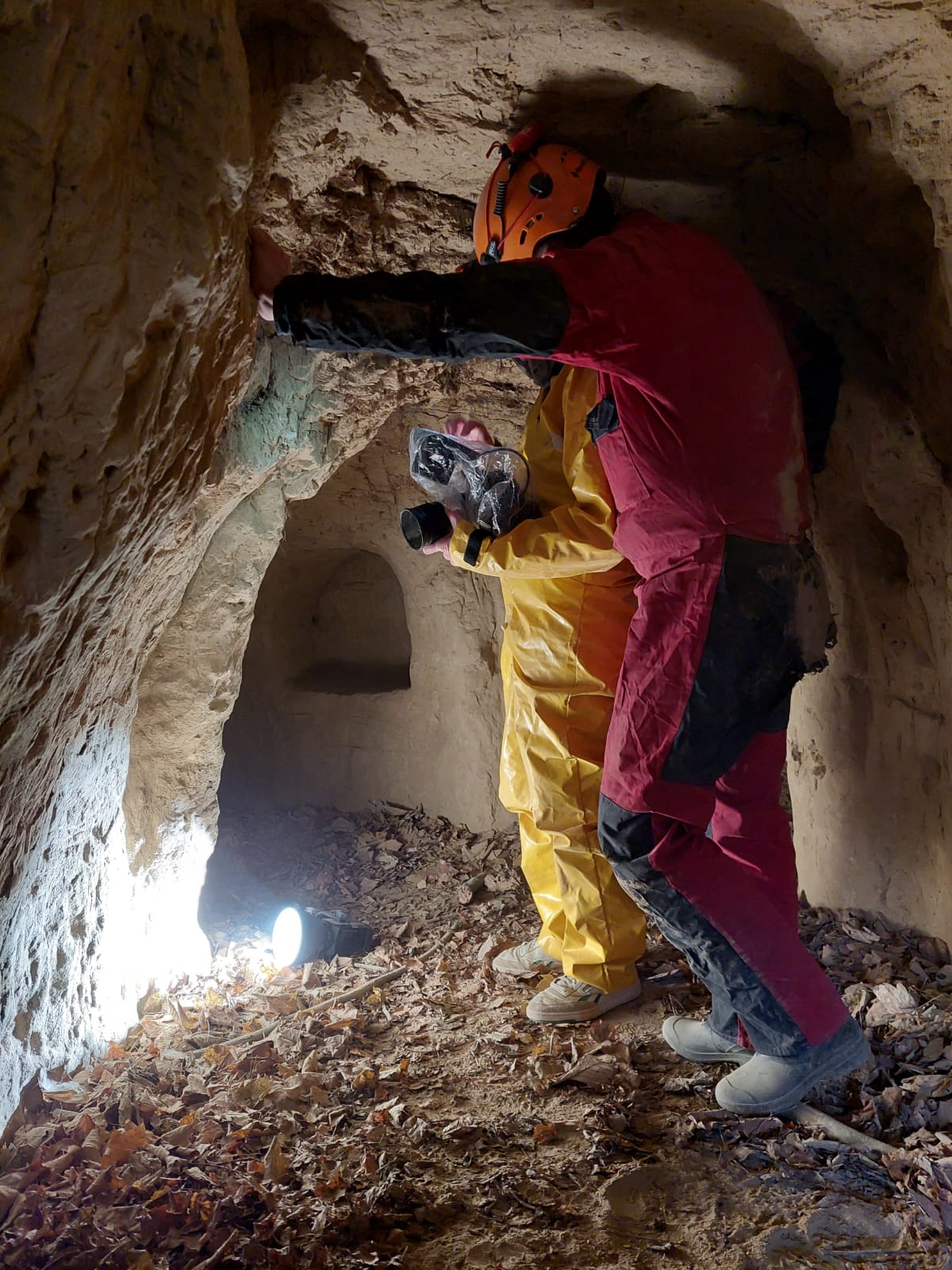
Dreh für den Film Razzennest in einer der Schwedenhöhlen im Rohrwald

Die Schwedenhöhlen sind zentrales Element der Handlung und Drehort von Johannes Grenzfurthners Horrorfilm Razzennest (2022).